# Melpomene bipunctata
Melpomene bipunctata là một loài nhện trong họ Agelenidae.
Loài này thuộc chi Melpomene. Melpomene bipunctata được miêu tả năm 1967 bởi Roth.